# إدمان مواقع التواصل الاجتماعي
الاستخدام المفرط  لمواقع التواصل الاجتماعي، والذي يُعرف أيضًا باسم إدمان مواقع التواصل الاجتماعي، هو نوع من الاعتماد النفسي والسلوكي على منصات التواصل الاجتماعي ويُعرف أيضًا باضطراب الإدمان على الإنترنت والأشكال الأخرى من إفراط استخدام الإعلام ويعرف عامة بأنه الاستخدام القهري لمنصات التواصل الاجتماعي والذي ينتج عنه ضرر فادح في أداء الأفراد في مختلف مجالات الحياة لمدة طويلة، وبالإضافة إلى ذلك فلقد توصل خبراء من مجالات عديدة  إلى وجود علاقات بين استخدام الاعلام الرقمي والصحة العقلية وناقشوها، وأثاروا الجدل في المجتمعات الطبية والعملية والتقنية، وأشار البحث إلى أنه يأثر على النساء أكثر من الرجال وأوضح أنه يأثر على الأفراد بحسب منصة التواصل الاجتماعي المستخدمة، ويمكن تشخيص الأفراد بمثل هذا الاضطراب في حال مشاركته في المواقع الإلكترونية باعتبارها مسؤولية يومية  تحتاج إلى تنفيذ أو لأهداف أخرى مع عدم إعطاء العواقب السلبية أي اعتبار.
الاستخدام المفرط لمنصات التواصل الاجتماعي لم تصنفها منظمة الصحة العالمية أو الدليل التشخيصي والإحصائي للاضطرابات العقلية (DSM-5) على أنه اضطراب، وتشمل الخلافات حول الاستخدام المفرط لمنصات التواصل الاجتماعي ما إذا كان حالة مرضية منفصلة عن باقي الاضطرابات أو حالة تنتج عن اضطرابات نفسية كامنة.
ناقش الباحثون هذا السؤال من وجهات نظر عديدة ولم يتفقوا على تعريف واحد معتمد عالميًا وتسبب هذا في صعوبات في طرح توصيات تستند على براهين.

## العلامات والأعراض
الاستخدام المفرط لمواقع التواصل الاجتماعي مرتبط بأعراض تختص بالصحة العقلية مثل القلق والاكتئاب عند الأطفال وصغار السن، وفي عام 2019 أجري تحليل شمولي لدراسة استخدام منصة الفيس بوك وتبين أن بينها وبين أعراض الاكتئاب ارتباط  بحجم تأثير بسيط، ولكن يمكن أن تستخدم مواقع التواصل الاجتماعي في بعض الحالات  لتحسين المزاج، وأوضحت دراسة أجريت في جامعة ولاية ميشيجن من عام 2015 و2016 أن مستخدمين منصات التواصل الاجتماعي أقل عرضة بنسبة 63% للاضطراب النفسي الشديد مثل الاكتئاب والقلق من السنة الأولى إلى التالية؛ المستخدمين الذين يتواصلون مع أفراد الأسرة الممتدة أكثر تقل اضطراباتهم النفسية ما دام هؤلاء الأفراد بصحة جيدة، وعلى النقيض، أظهرت دراسة منهجية وتحليل شمولي في عام 2018 أن الاستخدام المفرط للفيسبوك ينتج عنه أثار سلبية على العافية (Well-being) لدى المراهقين وصغار السن وظهر أن الاضطرابات النفسية مرتبطة بالاستخدام المفرط، وأوضحت دراسة جماعية على أفراد يبلغون من العمر 15 و16 سنة بأن الاستخدام المتواصل لمنصات التواصل الاجتماعي مرتبط بأعراض لا يمكن اثباتها مختبريًا أو سريرًيا من اضطراب نقص الانتباه وفرط الحركة (ADHD) وتابعوهم لمدة عامين.
وعَرَف تقرير تقني صدر عن كلاً من تشاسياكوس وريديسكي وكريستاكيس الفوائد والمخاوف تجاه الصحة النفسية للمراهقين وارتباطها باستخدام مواقع التواصل الاجتماعي، وأظهر التقرير أن مقدار الوقت الذي يقضيه الأشخاص في استخدام مواقع التواصل الاجتماعي هو ليس العامل المهم بل كيفية قضائه لهذا الوقت هي الأهم، ولقد وجد أن المراهقين الأكبر عمرًا والذين يستخدمون مواقع التواصل الاجتماعي بدون وعي لديهم تدني في مستوى العافية والرضا عن الحياة وعلى عكس الذين يشاركون في مواقع التواصل الاجتماعي بفاعلية، وأوضح التقرير أيضًا أن هناك علاقة منحنية على شكل حرف U بين الوقت الذي نقضيه في استخدام الإعلام الرقمي وخطر الإصابة بالاكتئاب في كلاً من النهايات المرتفعة والمنخفضة من  استخدام الإنترنت، ويستطيع الشخص أن يلاحظ مقدار الوقت الذي يقضيه في استخدام مواقع التواصل الاجتماعي ليعرف ما إذا كان يعاني من حالة ادمان أم لا، وحالات الإدمان هي اضطراب السيطرة على الانفعالات، والتي يمكن أن تؤدي بالشخص إلى فقدان الإحساس بالوقت خلال استخدامه لمواقع التواصل الاجتماعي، على سبيل المثال فإن الساعة السيكولوجية لأحد الأشخاص يمكن أن تمر أبطئ من العادة ويُفقَد وعيهم الذاتي، ولذا يمكن أن يستخدم الأشخاص منصات التواصل الاجتماعي بدون وعي ولفترات طويلة من الوقت، وكذلك فإنه من الشائع للمراهقين في العصر الرقمي أن يستخدمون هواتفهم الذكية لأغراض ترفيهية، وتعليمية، وللأخبار، ولإدارة حياتهم اليومية، ولذا فإن المراهقين هم أكثر عرضة لفعل تصرفات وعادات إدمانيه.

## القلق الاجتماعي
تسمح مواقع التواصل الاجتماعي للمستخدمين بمشاركة مشاعرهم وقيمهم وعلاقاتهم وأفكارهم علانية، يستطيع المستخدم التعبير عن مشاعره بحرية من خلال المنصة التي في التواصل الاجتماعي، ولكن ليس كل ما في مواقع التواصل الاجتماعي جيدًا، فيمكن أن تسبب أيضًا تمييز وتنمر إلكتروني؛ فالتمييز والتنمر الإلكتروني أكثر انتشارًا عبر الإنترنت لأن الناس لديهم شجاعة أكثر للكتابة بجراءة مقارنة بالتحدث وجه لوجه، ويوجد ايضًا ترابط إيجابي قوي بين القلق الاجتماعي واستخدام منصات التواصل الاجتماعي، والتعريف المحدد لاضطراب القلق الاجتماعي - والذي يعرف ايضَا بالفوبيا الاجتماعية – هو القلق الشديد أو الخوف من احكام الأخرين أو تقييمهم السلبي أو الرفض في وسط اجتماعي، فالكثير من المستخدمين ذوي الأمراض العقلية - مثل القلق الاجتماعي- يلجؤون للإنترنت كمهرب من الواقع، ولذا فإنهم ينسحبون غالبًا من التواصل وجهًا لوجه ويشعرون براحة أكبر تجاه التواصل عبر الإنترنت، وتختلف تصرفات الناس غالبًا على منصات التواصل الاجتماعي مقارنة بتصرفاتهم في الحياة الواقعية، لذا الكثير من الأنشطة والفئات الاجتماعية تكون مختلفة عند استخدام مواقع التواصل الاجتماعي؛ إن إيجابيات وسلبيات مواقع التواصل الاجتماعي هي دائمًا محط جدال، وعلى الرغم من أن مواقع التواصل الاجتماعي يمكن أن تشبع احتياجات التواصل الشخصية فإن الأشخاص الذين يستخدمونها بكثرة يكونون عرضة للاضطرابات النفسية.
تتضمن أعراض القلق الاجتماعي: التعرق بشدة، واحمرار الوجه، والارتجاف، وزيادة نبضات القلب، والغثيان، والوقوف بوضعية متصلبة، وعدم التواصل بالعين، والتحدث بهدوء، وصعوبة التفاعل مع الاخرين، والشعور بعدم الثقة بالنفس، وتجنب أماكن التجمعات.
والطريقة الفعالة لعلاج اضطراب القلق الاجتماعي هي العلاج السلوكي المعرفي (CBT)، ويساعد العلاج السلوكي المعرفي مرضى القلق الاجتماعي على تحسين طرق التفكير والتصرف وردات الفعل عند المواقف العصيبة، ويعقد العلاج السلوكي المعرفي داخل مجموعات للمساعد في تحسين المهارات الاجتماعية.

## الأليات
في مقالة مراجعة نشرت في عام 2017 أوضحت أن الأعراف الثقافية بين المراهقين بأن تكون متصلاً دائمًا بمواقع التواصل الاجتماعي يعكس احتياجات صغار السن للانتماء والاطلاع على اخر المستجدات ومما يؤدي إلى «الخوف من التفويت»، ويوجد عوامل محفزة أخرى تشمل البحث عن المعلومات وتشكيل الهوية وأيضًا التلصص والمطاردة الإلكترونية، قد تكون منصات التواصل الاجتماعي لبعض الأفراد النشاط الوحيد والأكثر أهمية الذي يشاركون فيه، ويمكن أن يرتبط هذا بتسلسل موسلو الهرمي للاحتياجات حيث تلبى الاحتياجات الإنسانية الأساسية من مواقع التواصل الاجتماعي، وإن التوقعات بالنتائج الإيجابية وقلة التحكم بالذات عند استخدام مواقع التواصل الاجتماعي يمكن أن تتطور إلى استخدام «إدماني» لمواقع التواصل الاجتماعي، ويكثر الافراط في استخدام مواقع التواصل الاجتماعي عندما تستخدم للتعامل مع الضغوط النفسية، أو ينظر إليها على أنها عدم القدرة على التعامل مع متطلبات الحياة.
لاحظ عالم الإنسان الثقافي ناتاشا دو سكول تشابهات بين مجال صناعة القمار وتصميم مواقع التواصل الاجتماعي من خلال «عدم القدرة على التوقف وإعادة مراحل الشك والتوقع والرد» والتي يمكن أن تساهم في الاستخدام المفرط لمنصات التواصل الاجتماعي، وهناك عامل أخر يسهل مباشرةً تطور إدمان مواقع التواصل الاجتماعي وهو الموقف الضمني تجاه تكنولوجيا المعلومات.
وافترض غريفيثس في عام 2014 أن استخدام الشبكات الاجتماعية سيلبي الدوافع التطورية الأساسية بعد التوسع الحضري الواسع حول العالم؛ الاحتياجات النفسية الأساسية إلى «حياة اجتماعية أمنة وطبيعية والتي تطورت على مدى ملايين السنين» لا زالت نفسها والذي يؤدي بالبعض إلى البحث عن مجتمع على الإنترنت للتكيف مع طريقة الحياة الفردية الجديدة في بعض المجتمعات المتحضرة.
وفقًا لبحث أندريسن التجريبي أشار إلى أن إدمان مواقع التواصل الاجتماعي ينجم عن عوامل شخصية مثل: الشخصية والرغبات وتقدير الذات، ولكن بعض العوامل الثقافية والمجتمعية وعوامل تعزيز التصرفات تحتاج إلى دراستها عمليًا.
هناك دراسة تحليلية أخرى واستبيان إنجليزي لقطاعات متعددة ولعدد كبير من المشاركين تتراوح أعمارهم من 13 سنة إلى 16 سنة وعددهم 12,866 مشارك نشر في مجلة لانست، توصلت هذه الدراسة إلى أن الأثار على الصحة العقلية من الاستخدام المفرط لمنصات التواصل الاجتماعي قد تكون جزءًا منها بسبب التعرض للتنمر الإلكتروني والتغير في نمط النوم والرياضة خصوصًا لدى الفتيات.
وفي عام 2018، أفترض باحث في علم الاعصاب من جامعة هارفرد تريفر هاينز أن منصات التواصل الاجتماعي يمكن أن تحفز مسار المكافأة في الدماغ، وتبنى المدير التنفيذي السابق لفيس بوك شون باركر هذه النظرية.

## المخاطر المحددة للمنصات
أظهرت الدراسات اختلافات في الحوافز والأنماط السلوكية بين منصات التواصل الاجتماعي وخاصةً عند الاستخدام المفرط لها، وقورنت دراسة في المملكة المتحدة شارك فيها 1479 شخص من بين عمر 14 إلى 24 سنة بين الفوائد النفسية والأضرار من استخدام أكبر خمس منصات تواصل اجتماعي وهي: فيس بوك، وانستغرام، وسناب شات، وتويتر، ويوتيوب، وبالإضافة إلى الأضرار من استخدام الهواتف الذكية وواحدة منها الالتهاء بالهاتف والتي ظهر لها مصطلح باللغة الإنجليزية "phubbing"، ويعني هذا المصطلح ازدراء الآخر بتفقد الهاتف في منتصف محادثة واقعية وجه لوجه مع هذا الشخص، واستخدمت هذه الدراسة للتأكد من الارتباطات المباشرة وغير المباشرة بين العصبية، وصفة القلق، وصفة الخوف من التفويت مع الالتهاء بالهاتف في حالة الخوف من التفويت والاستخدام المفرط  للانستغرام، شارك في هذه الدراسة 423 مراهق وفي سن الشباب بين عمر 14 إلى 21 سنة (53% منهم فتيات)، وأظهرت النتائج أن الفتيات لديهم درجة أعلى من الاتهاء بالهاتف، والخوف من التفويت، والاستخدام المفرط  للانستغرام، وصفة القلق، والعصبية، الاستخدام المفرط لمنصات التواصل الاجتماعي (PSMU) الظاهر في الدراسة والمستخدم في العوامل المؤثرة على التركيبة السكانية والسمات الخمس الكبرى في استخدام منصات التواصل الاجتماعي واستخدام المحفزات في تفضيلات مواقع التواصل الاجتماعي: التركيبة السكانية، والشخصية، ومواقع التواصل الاجتماعي المعروفة، وتأثير استخدام منصات التواصل الاجتماعي على الاستخدام المفرط لها، واحتوت الدراسة على 1008 من الطلاب الجامعيين بين عمر 17 إلى 32 سنة، وفضل المشاركون الانستغرام وسناب شات وفيس بوك والتي سجلت أعلى معدلات من الاستخدام المفرط لمنصات التواصل الاجتماعي، وانتهت الدراسة إلى أن اليوتيوب هو المنصة الوحيدة التي حصلت على تقييم إيجابي بناء على 14 سؤال متعلقة بالصحة والعافية ويتبعه تويتر ومن ثم الفيس بوك وسناب شات واخيرًا انستغرام، حصل انستغرام على أقل نسبة، ولقد عرف بأن لديه بعض المزايا مثل التعبير عن الذات والهوية الذاتية والمجتمع ولكن كلها تتلاشى أمام تأثيره السلبي على النوم، وصورة الجسم، والخوف من التفويت والذي يعرف ايضًا بمتلازمة FOMO.
الحد من استخدام منصات التواصل الاجتماعي:
أجريت دراسة للحد من استخدام منصات التواصل الاجتماعي لمدة 3 أسابيع على طلاب جامعيين 108 أنثى و53 ذكر في جامعة بنسلفينيا، وطُلِب من المشاركين أن يكون لديهم حسابات في فيس بوك، وانستغرام، وسناب شات على جهاز ايفون قبل بدء الدراسة، تقوم الدراسة على ملاحظة عافية المشاركين من خلال إرسال استبيان لهم في بداية التجربة وفي نهاية كل أسبوع، وسُئِل الطلاب عن عافيتهم في كلًا من: الدعم الاجتماعي، والخوف من التفويت، والوحدة، والقلق، والاكتئاب، وتقدير الذات، والاستقلالية، وتقبل الذات، وأظهرت نتائج الدراسة أن الحد من استخدام منصات التواصل الاجتماعي إلى 10 دقائق لكل منصة في اليوم له تأثيرًا إيجابيًا على العافية، فالوحدة وأعراض الاكتئاب قلت عند المجموعة التي وضعت حد لاستخدام منصات التواصل الاجتماعي، ويأثر الاستخدام المحدود لمنصات التواصل الاجتماعي على الطلاب الذين يعانون من أعراض اكتئاب بدرجة أكبر إذا كانوا قد بدأوا التجربة بمستويات عالية من الاكتئاب، بدأ بعض الناس بفهم الحقيقة التي تقول بأن استخدام منصات التواصل الاجتماعي يضر الصحة العقلية، ويعتقد البعض أن استخدامهم لمنصات التواصل الاجتماعي سيحفزهم، ولكن يمكن أن تشعر بشعور سيئ بعد استخدامك لها خصوصًا بالاعتماد على كيفية قضائك للوقت عليها، وأثبتت العديد من الدراسات وجود ارتباط بين كثرة استخدام منصات التواصل الاجتماعي وسوء الصحة العقلية متضمنة: الاكتئاب، والقلق، والإحساس بالوحدة والانعزال، وانخفاض تقدير الذات، وحتى السلوك الانتحاري.
أكدت دراستين جديدتين على هذه الحقيقة ولم تظهر ترابط بينهم فقط بل أيضًا سببية، وبعبارة أخرى تغيير معدل الوقت الذي تقضيه في استخدام منصات التواصل الاجتماعي يؤثر بنسبة ملحوظة على الصحة العقلية.
أجريت الدراسة الأولى في جامعة بنسلفانيا ونشرت في مجلة علم النفس الاجتماعي والأكلينيكي، وطلبت من 140 طالب جامعي إما أن يكملوا استخدامهم الاعتيادي لفيس بوك وانستغرام وسناب شات أو أن يضعوا وقت محدد وهو 10 دقائق لكل منصة والمجموع 30 دقيقة، وأعطى المشاركون بيانات دقيقة من هواتفهم تظهر الوقت الذي يقضونه في استخدام التطبيقات بدلاً من الاعتماد على الذاكرة التي قد لا تكون دقيقة، قبل وبعد هذه الخطوة يطلب من المشاركون ملئ استبيانات حتى يستطيع الباحثون فهم حالتهم النفسية، واهتموا خصيصًا بالقلق، والاكتئاب، والوحدة، والأكثر شهره «الخوف من التفويت» FOMO، وكما توقع الباحثون، الأشخاص الذين وضعوا وقت محدد (30 دقيقة) لاستخدام منصات التواصل الاجتماعي شعروا بتحسن بعد فترة 3 أسابيع، وأفادوا بانخفاض الاكتئاب والوحدة وخصوصًا الذين جاؤوا للدراسة بمعدل اكتئاب عالي، ومن المثير للاهتمام أن المجموعتين أفادوا بانخفاض الخوف من التفويت  FOMOوالقلق، وفي النهاية، يرى الباحثون أنه لربما هذه فائدة ناتجة عن زيادة مراقبة الذات.

## المقاييس
الاستخدام المفرط لمنصات التواصل الاجتماعي دائمًا ما كان محط اهتمام لأكثر من عقد، وهناك العديد من المقاييس التي طورت واعتمدت لتساعد في فهم مشكلة الاستخدام المفرط لمنصات التواصل الاجتماعي، وأول هذه المقاييس مقياس مكون من 8 وحدات ويستخدم لاستخدام الفيس بوك، وأُستخدم مقياس شدة استخدام الفيس بوك ((FBI عدة مرات وأظهر موثوقية وصحة جيدة، ويشمل هذا المقياس 3 مجالات فقط من المشاركة على وسائل التواصل الاجتماعي والذي جعله ناقصًا، وعلى الرغم من أن مقياس شدة استخدام الفيس بوك كان مقياس جيد ولكن ينقصه جزء ضروري وهو سبب الاستخدام، ويدرس مقياس شدة استخدام الفيس بوك متعدد الأبعاد (MFIS) أبعاد مختلفة من الاستخدام تشمل الاستخدام المفرط وسبب الاستخدام، ويتكون مقياس شدة استخدام الفيس بوك متعدد الأبعاد من 13 وحدة وأُستخدم على عينات عديدة، فمقياس (MFIS) لديه أيضًا مصداقية وجودة مصمم لاستخدام الفيس بوك ولكن منصات التواصل الاجتماعي تحتوي على منصات كثيرة وليس فقط الفيس بوك، صُمِمَ مقياس شدة التفاعل على شبكات التواصل الاجتماعي (SNAIS) لقياس وتيرة الاستخدام لمنصات عديدة ويدرس 3 جوانب من التفاعل من خلال استبيان مكون 14 وحدة، وينظر المقياس لأسباب الاستخدام سواء للترفيه أو التواصل والمقياس ككل لديه مصداقية وجودة مقبولة، مقياس اضطراب التواصل الاجتماعي SMD)) هو مقياس مكون من 9 وحدات مصمم لدراسة الإدمان على استخدام منصات التواصل الاجتماعي ويصل إلى عمق المشكلة، ويستخدم هذا المقياس إلى جانب مقاييس أخرى ويقيس الإدمان على منصات التواصل الاجتماعي. جُرِب مقياس SMD وأثبت مصداقيته وجودته، ويمكن أن تستخدم هذه الأداة لوحدها أو إلى جانب مقاييس أخرى للأبحاث المستقبلية وهو مقياس ذو مصداقية، هناك العديد من المقاييس التي صممت ولكن ليس هناك مقياس واحد استخدمه جميع الباحثين.

## التشخيص
هناك العديد من الطرق التي يمكن أن يظهر فيها الإدمان على الأشخاص، ويوجد 4 عوامل محتملة تشير إلى اعتماد الأشخاص على منصات التواصل الاجتماعي وفقًا لأندريسن وزملائها:
1. تقلبات المزاج: عندما يستخدمها الشخص لتحسين مزاجه أو الهروب من المشاكل الواقعية.
2. المرجعية: عندما تسيطر على أفكار الأشخاص على حساب الأنشطة الأخرى.
3. الاحتمالية: عندما يزيد الشخص من وقت استخدام منصات التواصل الاجتماعي لتجربة مشاعر عاشها الشخص من قبل أثناء استخدامه لهذه المنصات.
4. الانسحابية: عندما لا يستطيع الشخص الوصول إلى منصات التواصل الاجتماعي تتغير عادات نومه وأكله وتظهر أعراض اكتئاب وقلق عليه.
5. المشاكل في الحياة الواقعية: عندما يفرط الشخص في استخدام منصات التواصل الاجتماعي فيمكن أن يؤثر ذلك على العلاقات في الحياة الواقعية مع العائلة والأصدقاء.

وبالإضافة على عوامل اندريسن، وضح غريفثس أن الشخص يكون مدمن لمنصات التواصل الاجتماعي إذا انطبقت سلوكياته على إحدى هذه الست تصنيفات:
1. البروز: عندما تصبح منصات التواصل الاجتماعي هي الجزء الأهم في حياة الأشخاص.
2. تغيير المزاج: عندما يستخدم الشخص منصات التواصل الاجتماعي كطريقة للهروب لأنها تشعره بالبرود واللامبالاة كتأثير الخمور.
3. الاحتمال: عندما يزيد الشخص من الوقت المستخدم على منصات التواصل الاجتماعي تدريجيًا ليحافظ على شعور الهرب.
4. الانسحاب: عندما يشعر الشخص بمشاعر سيئة وأحساسيس جسدية في حالة عدم تمكنه من استخدام منصات التواصل الاجتماعي.
5. المشاكل: عندما يسبب استخدام منصات التواصل الاجتماعي المشاكل في العلاقات الشخصية وفقدان الرغبة في المشاركة في أنشطة أخرى ويصبح ذلك غالب على حالة الشخص.
6. الانتكاس: عندما يشعر الشخص المدمن سابقًا بالرغبة في العودة لاستخدام منصات التواصل الاجتماعي بنفس النمط المفرط السابق.

وأضاف أن الاستخدام المفرط لأحد الأنشطة مثل التواصل الاجتماعي لا يساوي مباشرةً الإدمان لأنه هناك عوامل أخرى قد تؤدي بالشخص إلى إدمان منصات التواصل الاجتماعي تشمل الصفات الشخصية والقابلية المسبقة.
لخص توريل وسيرينكو 3 أنواع من النماذج التي قد تكون لدى بعض الأشخاص وتسبب إدمان منصات التواصل الاجتماعي:
1. النموذج المعرفي السلوكي: عندما يزيد الشخص من استخدام منصات التواصل الاجتماعي في بيئات غير المعروفة أو في المواقف المحرجة.
2. نموذج المهارة الاجتماعية: عندما يمسك الأشخاص هواتفهم ويستخدمون منصات التواصل الاجتماعي لأنهم يفضلون التواصل الافتراضي بدلا من التواصل الواقعي وجهًا لوجه لافتقارهم لمهارة تقديم الذات للأخرين.
3. النموذج المعرفي الاجتماعي: عندما يستخدم الأشخاص منصات التواصل الاجتماعي لأنهم يحبون شعور التعليق والإعجاب على صورهم ووسمهم في الصور، وهم مرتبطون بالنتائج الإيجابية التي يحصلون عليها من منصات التواصل الاجتماعي.

وبناء على هذه النماذج، أشار كلاً من اكسيو وتان إلى أن التحول من الاستخدام الطبيعي إلى الاستخدام المفرط لمنصات التواصل الاجتماعي يحدث عندما يعتمد عليها الشخص في تخفيف التوتر أو الوحدة أو الاكتئاب أو للحصول على مكافآت مستمرة.

## الإدارة
لا يوجد علاج مخصص لهذه المشكلة ولكن هناك أبحاث من مواضيع ذات صلة كاضطراب ادمان الإنترنت وقد فكر الباحثين بإيجاد علاج لهذا الاضطراب ولكن يحتاجون لإجراء أبحاث إضافية.
أصدرت الاكاديمية الأمريكية لطب الأطفال توصية للوقت الذي يقضيه الأطفال والأُسر امام الشاشة
تشمل بعض التدخلات العلاجية التي أصدرتها أندريسين:
1. المساعدة الذاتية وتشمل استخدام مؤقت للتطبيقات.

1. العلاج السلوكي المعرفي

1. دعم المنظمات والمدارس

لم تثبت فعالية العقاقير في التجارب العشوائية المُحكَمة للحالات المتعلقة باضطراب إدمان الأنترنت أو اضطراب ألعاب الفيديو.

## الشركات التقنية
بينما يزداد الوعي تجاه هذه القضايا تعاونت مجتمعات تقنية وطبيه لتطوير حلول جديدة، أصدرت شركة أبل تطبيق طرف ثالث يعرف بـ«وقت الشاشة» وأدرجته في هواتفها كجزء من تحديثها في النسخة الثانية عشر (IOS 12).
طورت شركة تقنية ألمانية هاتف أندرويد مصمم خصيصًا لكفاءة وتقليل وقت الشاشة، وأصدرت نيوز كروب طرق عديدة لتقليل وقت الشاشة، وأعلنت فيس بوك وانستغرام عن أداة جديدة يعتقدون بأنها ستساعد في تخفيف الإدمان على منتجاتهم، وفي مقابلة لرئيس الشؤون العالمية لفيس بوك نيك كليج أدعى أن فيس بوك عملت كل ما في وسعها لتجعل من منصتها مكان أمن وخاصة لصغار السن، وعملت فيس بوك للتغيير معترفة بمسؤوليتها الهامة تجاه مجتمعات العالم والتنظيم الذي دعت إليه الحكومات.

## الاستجابة الحكومية
في الثلاثون من شهر يوليو لعام 2019، قام عضو مجلس الشيوخ جوش هاولي بتقديم تقنية الحد من إدمان منصات التواصل الاجتماعي (SMART) والتي تهدف لوضع إجراءات صارمة على الممارسات تستغل نفسية الإنسان ووظائف الدماغ وتعيق حرية الاختيار إلى حد كبير، وتمنع خصيصًا بعض الميزات تشمل التصفح اللانهائي والتشغيل التلقائي.

## التاريخ
لم تحدد السببية على الرغم من الارتباطات بين استخدام الإعلام الرقمي وأعراض الصحة النفسية والتشخيصات التي أجريت، يُسِئ عامة الناس فهم الفروقات الدقيقة والمحاذير التي أصدرها الباحثين وتشوهها الإعلام. وفقًا لمقال نشر في عام 2016 فإن إدمان الإنترنت وإدمان منصات التواصل الاجتماعي مفاهيم غير واضحة، ولا يوجد معيار ذهبي للتشخيص أو نظريات متفق عليها عالميًا عن وجود ترابط بين هذه المفاهيم.
الاضطراب المقترح سابقًا يعَرف عامة «بالاستخدام المفرط الذي يضر الحياة الشخصية والعائلية والمهنية أو أحدهم.» وفقًا لغريفثس وهو عالم نفسي معتمد يركز على مجال الإدمان السلوكي، وأبرز أنواع هذا الإدمان هي: إدمان القمار، وإدمان ألعاب الفيديو، وإدمان الأنترنت، وإدمان الجنس، وإدمان العمل.
اثبتت العديد من الدراسات أن النساء أكثر عرضة للإفراط في استخدام منصات التواصل الاجتماعي بينما الرجال هم الأكثر عرضة لإفراط استخدام ألعاب الفيديو.
رُبِطَت بعض الدراسات بين الانبساط والافراط في استخدام منصات التواصل الاجتماعي وغيرها من الميول الإدمانية، وبالإضافة إلى الانبساط ربطت بعض الدراسات بين العصبية وزيادة خطر الإدمان على منصات التواصل الاجتماعي، وأظهرت الدراسات أن الأشخاص العصبيين يميلون لاستخدام الهاتف عوضًا عن التواصل وجهًا لوجه لأن ذلك أسهل لهم، وأدى ذلك بالعديد من الخبراء منهم ما ذكره هاوي وزملائه بالإشارة إلى أن الأفراط في استخدام الإعلام الرقمي قد لا يكون مفهوم واحد، وطالب البعض بتحديد اضطرابات بناء على نوع الاعلام الرقمي المستخدم، أثبتت دراسة نفسية في عام 2016 أن هناك ارتباط بين الاحتياجات الفطرية الأساسية وإدمان مواقع التواصل الاجتماعي، فمستخدمو مواقع التواصل الاجتماعي يبحثون عن الردود ويحصلون عليها من مئات الأشخاص مباشرًة، ومن جهة أخرى يمكن القول بأن هذه المنصات مصممة لتجعل المستخدمين يدمنونها.